# Bandeira do Sul
Bandeira do Sul är en kommun i Brasilien.   Den ligger i delstaten Minas Gerais, i den sydöstra delen av landet, 700 km söder om huvudstaden Brasília. Antalet invånare är 5 340.
Omgivningarna runt Bandeira do Sul är huvudsakligen savann. Runt Bandeira do Sul är det ganska glesbefolkat, med 36 invånare per kvadratkilometer.